# Elecciones al Parlamento Europeo de 1979 (Luxemburgo)
En las elecciones al Parlamento Europeo de 1979 en Luxemburgo, celebradas el 10 de junio, se escogió a los 6 representantes de dicho país para la primera legislatura del Parlamento Europeo. Se celebraron el mismo día que las elecciones generales, en las cuales se eligieron los miembros de la cámara de diputados de Luxemburgo.

## Sistema de votación
Los seis eurodiputados de Luxemburgo son elegidos por sufragio universal directo en una única circunscripción nacional. La elección se realiza por voto proporcional plurinominal para decidir entre las listas de seis candidatos presentadas por los partidos. Los votantes pueden votar por los seis candidatos de una lista o mezclar boletas para seleccionar seis candidatos de diferentes listas. A continuación, se asigna a cada partido un número de escaños proporcional al número total de votos emitidos por sus candidatos, asignándose los escaños a los candidatos de ese partido que hayan obtenido la mayor cantidad de votos.

## Resultados
| Partido                 | Partido                                       | Votos   | %     | Escaños |
| ----------------------- | --------------------------------------------- | ------- | ----- | ------- |
|                         | Partido Popular Social Cristiano (CSV)        | 352.296 | 36.13 | 3       |
|                         | Partido Democrático (DP)                      | 274.307 | 28.13 | 2       |
|                         | Partido Socialista Obrero Luxemburgués (LSAP) | 211.106 | 21.65 | 1       |
|                         | Partido Socialdemócrata (SDP)                 | 68.289  | 7,00  | 0       |
|                         | Partido Comunista de Luxemburgo (KPL)         | 48.813  | 5.01  | 0       |
|                         | Alternativ Lëscht (AL)                        | 9.845   | 0.97  | 0       |
|                         | Partido Liberal (LP)                          | 5.610   | 0,58  | 0       |
|                         | Partido Socialista Revolucionario (RSP)       | 5.085   | 0,52  | 0       |
| Total                   | Total                                         | 974,991 | 100   | 6       |
|                         |                                               |         |       |         |
| Votos válidos           | Votos válidos                                 | 170.759 | 90,28 |         |
| Blanco                  | Blanco                                        | 10.875  | 5,75  |         |
| Nulos                   | Nulos                                         | 7.507   | 3,97  |         |
| Total Votantes          | Total Votantes                                | 189.141 | 100   |         |
| Electores/Participación | Electores/Participación                       | 212.740 | 88,91 |         |
| A candidatura           | A candidatura                                 | 975.351 |       |         |
| Fuente:                 |                                               |         |       |         |

## Adscripción por grupos europeos
| Grupo europeo | Grupo europeo                           | Partido | Escaños |
| ------------- | --------------------------------------- | ------- | ------- |
|               | Grupo del Partido Popular Europeo (EPP) | CSV: 3  | 3/6     |
|               | Grupo Liberal y Democrático (ELD)       | DP: 2   | 2/6     |
|               | Grupo Socialista (PES)                  | LSAP: 1 | 1/6     |
| Fuente:       |                                         |         |         |

## Diputados electos
| Candidato      | Partido Nacional | Partido Nacional | Grupo europeo | Grupo europeo | Partido Político Europeo |
| -------------- | ---------------- | ---------------- | ------------- | ------------- | ------------------------ |
| Marc Fischbach |                  | CSV              |               | EPP           | EPP                      |
| Nicolas Estgen |                  | CSV              |               | EPP           | EPP                      |
| Jean Spautz    |                  | CSV              |               | EPP           | EPP                      |
| Colette Flesch |                  | DP               |               | LD            | ELD                      |
| Jean Hamilius  |                  | DP               |               | LD            | ELD                      |
| Victor Abens   |                  | LSAP             |               | SOC           | PES                      |

1. ↑  Dimitió en 1980, para ser ministro de interior en el gabinete de Werner-Thorn-Flesch. Remplazado por Marcelle Lentz-Cornette el 5 de marzo de 1980.